# Welterbe in El Salvador

Zum Welterbe in El Salvador gehört (Stand 2016) eine UNESCO-Welterbestätte des Weltkulturerbes. El Salvador ist der Welterbekonvention 1991 beigetreten, die bislang einzige Welterbestätte wurde 1993 in die Welterbeliste aufgenommen.

## Welterbestätten
Die folgende Tabelle listet die UNESCO-Welterbestätten in El Salvador in chronologischer Reihenfolge nach dem Jahr ihrer Aufnahme in die Welterbeliste (K – Kulturerbe, N – Naturerbe, K/N – gemischt, (G) - auf der Roten Liste des gefährdeten Welterbes).
| Bild             | Bezeichnung                                | Jahr | Typ | Ref. | Beschreibung |
| ---------------- | ------------------------------------------ | ---- | --- | ---- | --- |
| (weitere Bilder) | Archäologische Stätte Joya de Cerén (Lage) | 1993 | K   | 675  | Die Ruinen von Joya de Cerén gelten als eine der wichtigsten archäologischen Fundstellen in Mittelamerika und dokumentieren, im Gegensatz zu anderen Maya-Ruinen, das Leben des einfachen Volkes. |

## Tentativliste
In der Tentativliste sind die Stätten eingetragen, die für eine Nominierung zur Aufnahme in die Welterbeliste vorgesehen sind.
Derzeit (2016) sind sechs Stätten in der Tentativliste von El Salvador eingetragen, die letzte Eintragung erfolgte 1992. Die folgende Tabelle listet die Stätten in chronologischer Reihenfolge nach dem Jahr ihrer Aufnahme in die Tentativliste.
| Bild                      | Bezeichnung                      | Jahr | Typ | Ref. | Beschreibung |
| ------------------------- | -------------------------------- | ---- | --- | ---- | --- |
| Golf von Fonseca          | Golf von Fonseca (Lage)          | 1992 | K/N | 206  | |
| Chalchuapa                | Chalchuapa (Lage)                | 1992 | K   | 208  | Ort mit mehr als 3200 Jahren kontinuierlicher menschlicher Besiedelung.                                                                                           |
| Cara Sucia / El Imposible | Cara Sucia / El Imposible        | 1992 | K/N | 207  | umfasst die präkolumbianische archäologische Stätte Cara Sucia und den nordöstlich davon gelegenen Nationalpark El Imposible                                      |
| BW                        | Ciudad Vieja / La Bermuda (Lage) | 1992 | K   | 209  | archäologische Stätte von Ciudad Vieja, dem 1528 gegründeten und 1545 verlassenen Vorgängerort von San Salvador, und Ruinen der nahegelegenen Hazienda La Bermuda |
| Lago de Güija             | Lago de Güija (Lage)             | 1992 | K/N | 210  | |
|                           | Cacaopera                        | 1992 | K   | 211  | |